# Cerro Cusin Chuto
Cerro Cusin Chuto är ett berg i Bolivia.   Det ligger i departementet Oruro, i den västra delen av landet, 300 km väster om huvudstaden Sucre. Toppen på Cerro Cusin Chuto är 5 015 meter över havet, eller 215 meter över den omgivande terrängen. Bredden vid basen är 1,7 km.
Terrängen runt Cerro Cusin Chuto är huvudsakligen lite bergig. Trakten runt Cerro Cusin Chuto är nära nog obefolkad, med mindre än två invånare per kvadratkilometer.. 
Omgivningarna runt Cerro Cusin Chuto är i huvudsak ett öppet busklandskap.